# Mercado Central
Mercado central va ser una telenovel·la espanyola produïda per Diagonal TV. La ficció, ambientada a un mercat del Madrid actual (realment el mercat de Tirso de Molina), va estar protagonitzada en la seva primera temporada per Antonio Garrido, Begoña Maestre, Jesús Olmedo, Lola Marceli, Santiago Molero i Ana Ruiz. En la seva segona temporada segueix estant protagonitzada per Antonio Garrido, Lola Marceli i Jesús Olmedo, entre altres molts personatges dels quals es repeteixen diversos noms de la temporada 1. Altres fitxatges nous són, per exemple, els d'Eva Isanta i Jordi Rebellón, que també protagonitzen la sèrie al costat d'altres personatges afegits recentment en la segona temporada. El serial es va estrenar el 23 de setembre de 2019 a les tardes de La 1.
El 30 de setembre de 2020 es va anunciar que la sèrie havia sigut cancel·lada i que finalitzaria les seves emissions la tardor d'aquell mateix any a causa de les seves dades d'audiència i quota de pantalla, especialment en comparació amb altres sèries diàries vespertines de la cadena pública, com a Servir y Proteger i Acacias 38, ambdues molt millor assentades a les tardes de La 1. També el dia 30 es va anunciar que seria reemplaçada per una altra telenovel·la, de nom Dos Vidas, ambientada a Guinea.
La sèrie finalitzà les seves emissions el divendres 22 de gener de 2021 després de dues temporades i 310 capítols.

## Repartiment
| Antonio Garrido  | Elías de la Cruz         | Principal | Principal |
| Lola Marceli     | Adela Villar             | Principal | Principal |
| Jesús Olmedo     | Jorge Santos Ruiz        | Principal | Principal |
| César Sánchez    | Jesús de la Cruz         | Principal | Principal |
| Marta Poveda     | Lorena de la Cruz        | Principal | Principal |
| Miriam Montilla  | Rosa de la Cruz          | Principal | Principal |
| Bàrbara Mestanza | Carla Rivas              | Principal | Principal |
| Dani Luque       | Samuel Díaz Pacheco      | Principal | Principal |
| Malena Gutiérrez | Valeria Hinojosa         | Principal | Principal |
| Ana Rayo         | Carmen Pacheco Hinojosa  | Principal | Principal |
| Paco Ochoa       | Nicolás Díaz             | Principal | Principal |
| Francesc Cuéllar | Germán de la Cruz Villar | Principal | Principal |
| Abel Rodríguez   | David Carrasco Mendoza   | Principal | Principal |
| Begoña Maestre   | Celia Mendoza Vázquez    | Principal | Invitada  |
| Cloe Seró        | Noa Salinas de la Cruz   | Principal | Invitada  |
| Santiago Molero  | Nacho Salinas            | Principal | Recurrent |
| Ettore Colombo   | Paolo Giordano           | Principal |           |
| Ana Ruiz         | Cristina Puertas         | Principal |           |
| Jean Cruz        | Jonathan Torres          | Principal |           |
| Eva Isanta       | Gloria Suárez            |           | Principal |
| Jordi Rebellón   | Fernando Luján           |           | Principal |
| Sebastián Iturra | Lucas Ortega             |           | Principal |
| Raúl Mérida      | Martín Suárez            |           | Principal |